# Cryphia glauca
Cryphia glauca är en fjärilsart som beskrevs av Edward Alfred Cockayne och Williams 1956. Cryphia glauca ingår i släktet Cryphia och familjen nattflyn. Inga underarter finns listade i Catalogue of Life.